# フィリピン・シー (空母)
フィリピン・シー (USS Philippine Sea, CV/CVA/CVS-47, AVT-11) は、アメリカ海軍のエセックス級航空母艦。タイコンデロガ級航空母艦と分類されることも。
艦名は太平洋戦争のマリアナ沖海戦の英語名 (Battle of Philippine Sea) に因む。

## 艦歴
「フィリピン・シー」は1944年8月19日、マサチューセッツ州クインシーのベスレヘム・スチール株式会社で起工する。1945年9月5日、アルバート・B・チャンドラー夫人によって命名・進水し、1946年5月11日、D. S. コーンウェル艦長の指揮下就役する。
「フィリピン・シー」は6月からロードアイランド州クォンセット・ポイントで最初の整調訓練を行い、9月に第20航空団を乗艦させカリブ海での整調航海を開始する。
整調航海終了後、「フィリピン・シー」はボストンで海軍の南極探検、ハイジャンプ作戦への参加を命じられる。1947年1月29日に南太平洋の南極付近で、リチャード・バード少将率いるパーティがリトル・アメリカから極地探検を行うため、航空機によって運ばれた。
1947年の残りを「フィリピン・シー」は大西洋とカリブ海で行動する。1948年の春にフォレスト・シャーマン中将率いる第6艦隊に加わるため地中海に向かう。第9航空団を乗艦させフランス、ギリシア、チュニジアとシチリア島を訪問した。1948年6月にアメリカへ帰国する。
その夏「フィリピン・シー」は、レーダー誘導着艦システムのテストを集中して行う。11月には北極圏の寒冷地で艦体、機材および艦載機の運用テストを行う。
1949年1月には第7航空団と共に再び地中海へ派遣される。5月末に帰国し、ボストン海軍造船所でオーバーホールを行う。初秋に第1航空団と共にカリブ海へ出航し、その後は北大西洋でジェット機の運用および艦隊演習を行い、年末まで作戦行動を行う。
「フィリピン・シー」は母港のクォンセット・ポイントから再び出航し、1950年の冬にパイロット訓練を行い、2月から3月にかけて大西洋とカリブ海で広範囲な艦隊練習に参加した。4月と5月は海軍長官を乗船させて軍産業大学、航空大学、軍幕僚養成大への巡航を行っている。
5月24日に「フィリピン・シー」はバージニア州ノーフォークを出航し、パナマ運河を通過し新しい母港のカリフォルニア州サンディエゴに到着、太平洋艦隊へ配属される。

## 朝鮮戦争
1950年6月25日に朝鮮戦争が発生した際、「フィリピン・シー」は大西洋艦隊から太平洋艦隊へ配属替えになったばかりで、当時、西太平洋に展開していた唯一のアメリカ海軍空母である「ヴァリー・フォージ (USS Valley Forge, CV-45) 」と交代するため、10月に出港する予定で母港サンディエゴにおいて修理を受けていた。「フィリピン・シー」は真珠湾へ向かうよう命令され、第11航空団を載せて7月5日に出港した。そして真珠湾で10日間の訓練を受けて24日に出港し全速力で西太平洋に向かい、8月4日に沖縄に到着し、第77機動部隊に編入された。
「フィリピン・シー」は8月5日に第77機動部隊の旗艦として朝鮮半島水域に展開した。艦載機による何トンもの爆弾、ロケット弾およびナパームを戦略目標へ投下した。一日当たり140回にも及ぶ出撃が行われた。艦載機の再武装、給油および補修のための時間をのぞき、「フィリピン・シー」は連続して作戦活動にあたった。
第77機動部隊の僚艦と共に「フィリピン・シー」は9月に北朝鮮の鉄道及びソウルから元山への道路に対して攻撃を行った。その後黄海から仁川上陸作戦支援のための対地攻撃を行う。9月15日の作戦決行日には内陸部で敵増援部隊車両を発見次第攻撃を行った。初期攻撃に続いて「フィリピン・シー」艦載機部隊はソウル進撃部隊の上空援護を継続した。
2ヶ月後に中国人民解放軍の予期しない攻撃が国連軍地上部隊に対して行われ、フィリピン・シー艦載機部隊も激戦に遭遇する。鴨緑江からの海兵隊の長い退却路を、F9F戦闘機、A-1戦闘爆撃機およびF4U戦闘爆撃機で上空援護に当たった。興南まで「フィリピン・シー」および第77機動部隊の僚艦搭載機による上空援護が行われ、数百機もの艦載機が海岸に避難してきた150,000名におよぶ兵士及び市民の上空を飛行した。
「フィリピン・シー」は1951年3月後半に横須賀海軍基地で休息及び修理を行い、同時に搭載航空団の交替を行う。「フィリピン・シー」搭載の第11航空団は「ヴァリー・フォージ」の第2航空団と3月28日交替した。同日「フィリピン・シー」は第七艦隊司令官H・M・マーティン中将の旗艦となる。
4月に入ると日本海から第七艦隊所属の第77機動部隊を率い、台湾海峡から南シナ海へ展開する。台湾海峡では艦載機による示威活動を台湾上空で行い、三日後に地上部隊支援のため再び朝鮮半島に展開する。「フィリピン・シー」の艦載機による制空権確保の結果、1951年春における中国軍の攻撃は兵員の多大な損害を被った。
「フィリピン・シー」は朝鮮半島水域での活動を離れ、1951年6月9日にサンフランシスコに到着する。西海岸での活動後、12月31日にサンディエゴを出港し、1952年1月8日に真珠湾に到着する。その後1月20日に横須賀に到着した。
「フィリピン・シー」は1952年8月にサンディエゴへ帰還し、10月にCVAに艦種変更される。第9航空団を搭載し1952年12月の初めに再び極東へ向かう。艦載機部隊による攻撃で敵の補給、輸送路を切断した。最初の休戦提案と同じ頃に始まった北朝鮮軍の攻撃に対しては、前線部隊に対して「24時間」の援護出撃を行った。
1953年8月14日にアラミダ海軍基地に帰還し、ハンターズ・ポイントでオーバーホールのため乾ドック入りする。オーバーホール終了後の1954年1月9日に再びサンディエゴ沖合で訓練を始め、その後3月12日に四度目の極東展開を行う。「フィリピン・シー」はマニラを拠点として作戦活動に従事した。
極東展開時最も重要な出来事が1954年7月22日に発生する。中国軍機が台湾の軍用機と誤認して、中国の海南島付近でキャセイ・パシフィック航空の定期便を撃墜した（キャセイ・パシフィック航空機撃墜事件）。「フィリピン・シー」は生存者救助のため同海域に派遣された。探索活動時、二機の中国軍機が攻撃を行いフィリピン・シーの艦載機は空母「ホーネット (USS Hornet, CV-12) 」の艦載機と共にこれを撃墜している。この出来事は後に「海南事件 Hainan Incident」として知られるようになった。
「フィリピン・シー」は11月にカリフォルニア州サンディエゴへ帰還する。四ヶ月にわたって同水域に留まり、カリフォルニア沖での訓練を続ける。その後1955年4月1日に五度目の極東展開を行う。日本本土、沖縄および台湾水域で作戦活動を行い、11月15日に艦種変更され分類番号が CVS-47 となる。その後11月23日にサンディエゴへ帰港する。
その後、南カリフォルニアからハワイ水域で作戦活動を行った後、1957年3月に西太平洋に向かい、二ヶ月間の活動の後サンディエゴに帰還、その年の夏には西海岸での作戦活動を再開した。なお、この最中の11月14日にハワイ沖にて、1週間ほど前に消息を絶ったパンアメリカン航空007便の機体の一部と乗員乗客の遺体を発見している（パンアメリカン航空007便失踪事故）。1958年1月に第七艦隊で最後の航海に出航、6ヶ月間の任務の後7月15日にサンディエゴに帰還し停泊する。「フィリピン・シー」は1958年12月28日に退役、ロングビーチの予備役艦隊入りし1959年5月15日に艦種変更、AVT-11 に分類番号が変更されるが1969年12月1日に除籍され、1971年3月にスクラップとして売却、廃棄された。
「フィリピン・シー」は朝鮮戦争の戦功で9つの従軍星章を受章した。